# Vidanoana flavomaculata
Vidanoana flavomaculata är en insektsart som beskrevs av Blanchard 1852. Vidanoana flavomaculata ingår i släktet Vidanoana och familjen dvärgstritar. Inga underarter finns listade i Catalogue of Life.